# Dimitri Bortnikov
 (février 2022).
 (février 2022).
La mise en forme du texte ne suit pas les recommandations de Wikipédia : il faut le « wikifier ».
Les points d'amélioration suivants sont les cas les plus fréquents :
- Les titres sont pré-formatés par le logiciel. Ils ne sont ni en capitales, ni en gras.
- Le texte ne doit pas être écrit en capitales (les noms de famille non plus), ni en gras, ni en italique, ni en « petit »…
- Le gras n'est utilisé que pour surligner le titre de l'article dans l'introduction, une seule fois.
- L'italique est rarement utilisé : mots en langue étrangère, titres d'œuvres, noms de bateaux, etc.
- Les citations ne sont pas en italique mais en corps de texte normal. Elles sont entourées par des guillemets français : « et ».
- Les listes à puces sont à éviter, des paragraphes rédigés étant largement préférés. Les tableaux sont à réserver à la présentation de données structurées (résultats, etc.).
- Les appels de note de bas de page (petits chiffres en exposant, introduits par l'outil «  Source ») sont à placer entre la fin de phrase et le point final[comme ça].
- Les liens internes (vers d'autres articles de Wikipédia) sont à choisir avec parcimonie. Créez des liens vers des articles approfondissant le sujet. Les termes génériques sans rapport avec le sujet sont à éviter, ainsi que les répétitions de liens vers un même terme.
- Les liens externes sont à placer uniquement dans une section « Liens externes », à la fin de l'article. Ces liens sont à choisir avec parcimonie suivant les règles définies. Si un lien sert de source à l'article, son insertion dans le texte est à faire par les notes de bas de page.
- La présentation des références doit suivre les conventions bibliographiques. Il est recommandé d'utiliser les modèles {{Ouvrage}}, {{Chapitre}}, {{Article}}, {{Lien web}} et/ou {{Bibliographie}}. Le mode d'édition visuel peut mettre en forme automatiquement les références.
- Insérer une infobox (cadre d'informations à droite) n'est pas obligatoire pour parachever la mise en page.

Pour une aide détaillée, merci de consulter Aide:Wikification.
Si vous pensez que ces points ont été résolus, vous pouvez retirer ce bandeau et améliorer la mise en forme d'un autre article.
Pour les articles homonymes, voir Bortnikov.
Dimitri Bortnikov, né en 1968 à Kouïbychev, est un écrivain francophone, russe de naissance. Il écrit en français depuis 2008, après avoir publié deux romans écrits en russe et traduits. Il acquiert la nationalité française en 2012, et réside à Paris depuis 1998. 

## Biographie et œuvre
Dimitri Bortnikov nait en 1968 à Samara, en URSS. Son arrière grand-père est issu d’une petite noblesse russe. Dans sa jeunesse soviétique, il commence à travailler comme aide-soignant dans une maternité à l'âge de 14 ans, avant d'entamer des études de médecine puis de lettres. La vocation d'écrivain ne se manifeste que tardivement, confie-t-il. 
En 1986, à l'âge de 18 ans, il s’engage comme légionnaire dans une URSS en déclin. Il effectue ainsi son service militaire pendant deux ans, dans une armée soviétique en crise, à l’heure de la politique de la Glasnost du président Gorbatchev. Cette expérience militaire le conduit dans le cercle polaire. Sur cette expérience, il raconte : « Je pesais 128 kilos à mon incorporation, et 60 de moins quand je suis revenu. Ma mère ne m’a pas reconnu, au retour… ». Après son service militaire, il enchaîne les métiers en étant tour à tour cuisinier, professeur de danse, légionnaire et bibliothécaire scolaire. 
Bortnikov arrive en France en 1998 sans connaître un seul mot de français. Après avoir postulé à un programme de la fondation philanthropique de George Soros, qui lui donne le choix d'aller étudier à New York ou Paris, il choisit la capitale française. Il est alors marié avec la mère de son fils Igor, mais rencontre une Française russophone en France. Ils se fréquentent, voyagent entre Paris et la Russie, mais l'auteur décide de s’installer définitivement en France en 2003. Son mariage bat de l’aile. Il décide de s'engager dans la Légion étrangère pendant neuf mois : il ne reconduit pas sa période d'essai et revient à la vie civile. Il habite au Mans avant de revenir à Paris en 2006.
À Paris, il commence à publier des romans en russe après avoir enchaîné les petits boulots. Le Syndrome de Fritz, son premier roman, a reçu le prix Booker russe en 2002 ainsi que le prix du best-seller national. Il est le finaliste de deux prix et la traduction en français du Syndrome de Fritz par Julie Bouvard remporte le prix Russophonie ex-aequo 2011.
Trois ans après, en 2005, son second roman Svinobourg, publié en France aux Éditions du Seuil, est salué par la critique.     
Après ces deux romans, Bortnikov abandonne le russe comme langue littéraire et commence à publier en français. En 2011 est publié son second roman français, Repas de morts, aux éditions Allia. En 2012, il est en résidence littéraire à Marseille. Il est lauréat de la résidence littéraire "D’une langue à l’autre".  La même année, il obtient la nationalité française. 
Il travaille alors à son troisième roman, Face au Styx (Rivages, 2016), un roman-fleuve de 700 pages qui lui a demandé plus de sept années de travail. D'inspiration autobiographique, le roman déploie l'histoire de Dimitri, un exilé russe qui s'installe à Paris et traine dans les rues de la capitale. Il y rencontre des âmes perdues et tombe même amoureux. Cet exil est aussi l'opportunité de se souvenir de son passé, de sa Russie d'antan, et de tous ceux qu'il y a laissés : son père, sa grand-mère aveugle, des frères d'armes, etc. Le roman rencontre un certain succès. 
En 2017, il affirme être de gauche. Il considère que François Mitterrand est la source de l’affadissement de la gauche française. 
En 2021, l'auteur publie son nouveau roman en août, L'Agneau des neiges, durant la rentrée littéraire. Le roman raconte l'histoire de Maria, une jeune femme née infirme (avec un pied-bot), aux lendemains de la révolution bolchevique, au nord de la Russie. Elle apprend à survivre et s'illustre par son courage et son opiniâtreté au fil des années. Après avoir perdu nombre de ses proches, elle se retrouve à Léningrad et affronte la prise de la ville par les forces nazis. Alors qu'elle a la charge de 12 orphelins, elle veut mettre tout en œuvre pour les protéger et les sauver. Le roman déploie une kyrielle de références à l'histoire du XXe siècle : sont évoqués la Révolution russe, Joseph Staline ou la grande famine ukrainienne, mais ces thèmes tiennent plus de la référence historique que de second plan.
Le 28 février 2022, il est l'invité d'Augustin Trapenard dans l'émission Boomerang sur France Inter à la suite de l'invasion de l'Ukraine par la Russie.